# Christmas Land
Christmas Land is een Amerikaanse kerstfilm uit 2015 van Sam Irvin.

## Verhaal
Na het erven van een kerstboom-plantage probeert Jules Cooper de plantage zo snel mogelijk te verkopen. Maar als ze ter plaatse is wordt ze verliefd op het stadje en zijn inwoners. Ze wordt verliefd op Tucker Barnes en besluit toch te blijven.

## Rolverdeling
- Nikki Deloach - Jules Cooper
- Luke Macfarlane - Tucker Barnes
- Maureen McCormick - Glinda Stanwick
- Cynthia Gibb - Ms. Nickerson
- Richard Karn - Mason Richards
- Chonda Pierce - Gretchen
- Jason-Shane Scott - Mitchell
- Annette Wright - Eloise
- Wes Wright - Uncle Frank
- Michael Flynn - Robert Hobbs